# 手順書
手順書 (てじゅんしょ)は、業務や作業を行う手順を文書化して、どの作業者でも同じ質の作業を実行できるよう、作業手順が明確化されたもの。作業計画書、作業手順書、作業標準書などとも呼ばれる。

## 概要
手順書はマニュアルの一種だが、マニュアルは全体を俯瞰したプロセスや注意点がまとめられているのに対し、手順書ではさまざまな業務において細かい作業の確認の為に日常的に閲覧される目的で、細かい作業についての内容が記載されている。
コンピューターシステムやネットワークの分野では、システム管理者やオペレータが実行する日々の手順と操作をまとめたもの。ランブック (Runbook) と呼ばれることもある。
手順書は、電子形式または物理的な書籍形式で提供される。通常、手順書には、システムの開始、停止、監視、問題解決のための手順が含まれる。また、特別な要求や不測の事態に対処する手順も説明することがある。効果的な手順書を使用すると、前提条件の専門知識を持つ作業員と連携して、システムを効果的に管理および問題解決することができる。
手順書には、大まかに分けて、反復使用するものと、使い捨てのものがある。反復使用するものは、単に「手順を明確化する」という意図である。作業時に書き込んだりはせず、いつ何をやるか、確認するためのものである。使い捨ては、同じ手順書を何枚もコピーしておいて、作業毎に一部を使う。作業時には手順書に直接、レ点のチェックを入れ、作業漏れがないようにする。これは同時に、作業を実施したという証跡を残すことでもある。飛ばしている作業がないか、あとからでも確認できる。このタイプでは、作業者に押印を求めるものもある。使い終わった手順書は、一定期間保管する。
手順書の自動化 (ランブック・オートメーション) により、 これらの業務は、ソフトウェアツールを使用して所定の方法で実行できる。

## メリット
手順書を作るメリットは、第一に、作業のミスを低減することである。手順書は、チェックリスト形式で作られることが多く、確認事項を漏らすことなく遂行できると期待される。
第二に、作業の脱属人化である。機械やシステムが複雑で、作業ができる人が一人しかいない、というような状況（作業の属人化）は危険である。事故や退職により、作業がストップしてしまうことが十分にあり得る。これを防ぐために、誰でも作業を実施可能な手順書を整備することが求められる。

## 運用で使う手順書
運用手順書は、ITILインシデントに関連付けられ、サービスカタログにおける反復される業務を扱う。  手順書は通常、日々の決まった業務についての自動化業務と手動業務に分けられる。 手順書カタログは、対象となる業務の目次・索引で始まり、業務をサービスカタログで扱う主要項目と対応させたアウトライン形式で分類されている。 手順書は、システム管理者や作業員が実行する日々の決まった手順と操作をまとめたものである。

### コンピューター作業員のドキュメント
タスクを実行するためのドキュメントは、電子形式であろうと紙形式であろうと、手順書と呼ばれる。 

## ランブック・オートメーション
ランブック・オートメーション (Runbook Automation, RBA) は、システムおよびネットワークの運用業務をサポートするワークフローを定義、構築、オーケストレーション、管理、およびレポートを行い、運用保守に関する定型作業を自動化する技術である。 ランブック・ワークフローは、アプリケーション、データベース、ハードウェアなど、あらゆる種類のインフラストラクチャ要素とやり取りを行う。
ガートナーによると、平均修復時間（MTTR）の短縮、平均故障間隔（MTBF）の増加、 ITリソースのプロビジョニングの自動化など、IT運用の効率化対策を強化するIT運用エグゼクティブのニーズからRBAが成長しているという。さらに、ITILに沿ったIT運用プロセスの実装と管理などのベストプラクティスの実装メカニズム、IT運用プロセスに関連する反復タスクの自動化などのIT担当者の効率向上が必要であり、RBAには確立されたポリシーとサービスレベルに沿ってプロセスがどの程度適切に実行されているかをレポートするツールが備わっている。